# 大澳大利亚

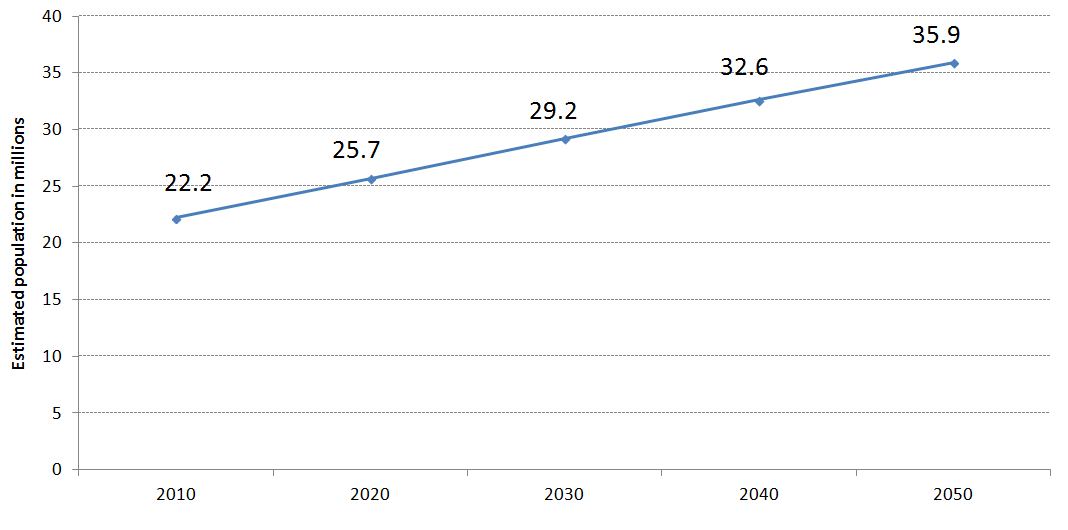
2010年代际报告第117页，对澳大利亚人口的预测图，该图引起了“大澳大利亚”辩论。

大澳大利亚（英语：Big Australia）是由澳大利亚总理陆克文在2010年提出的一个术语，按照设想，澳大利亚人口将在2010年至2050年的时间段，从2200万增加到3600万。预期增长中很大一部分由移民构成，因此引发了争议。
2009年，陆克文表态支持“大澳大利亚”，作为对政府代际报告中的人口统计预测的回应，根据该报告显示，澳大利亚人口将从2010年的2200万增加到2050年的3500万。其中大部分将由移民构成，这引发了争议。2010年4月，陆克文任命托尼·伯克为人口部长，并要求他制定人口政策。
朱莉亞·吉拉德在2010年6月代替陆克文出任总理后表示，她不会支持陆克文的观点，因为其描述的“大澳大利亚”是不可持续的。吉拉德称将致力于一个可持续的澳大利亚，而非大澳大利亚。澳大利亚政府于2011年5月发布了“可持续人口战略”，但没有具体说明目标人口。2011年10月，贸易部长克雷格·爱默生（Craig Emerson）发表了一篇论文，吉拉德批准了该论文，该论文主张人口持续快速增长。
昆士兰人口研究中心在2011年发布的人口预测认为，到2050年，澳大利亚人口有50%的可能性超过3500万。

## 澳大利亚人口
| 年份 | 预期人口 | 实际人口 |
| ---- | -------- | -------- |
| 2020 | 2570万   | 2569万   |
| 2030 | 2920万   |          |
| 2040 | 3260万   |          |
| 2050 | 3590万   |          |

## 延伸阅读
- (PDF). Canberra: Commonwealth of Australia. 2010  [2019-03-12]. ISBN 978-0-642-74576-7. （原始内容 (PDF)存档于2019-03-05）.
- (PDF). Department of Sustainability, Environment, Water, Population and Communities. 2011  [2013-01-19]. （原始内容 (PDF)存档于2013-10-08）.